# Adam Wenglein
Adam Wilhelm Georg Wenglein (* 23. April 1833 in Bamberg; † 28. Januar 1915 in Lichtenfels (Oberfranken)) war ein deutscher Apotheker und Politiker.

## Leben

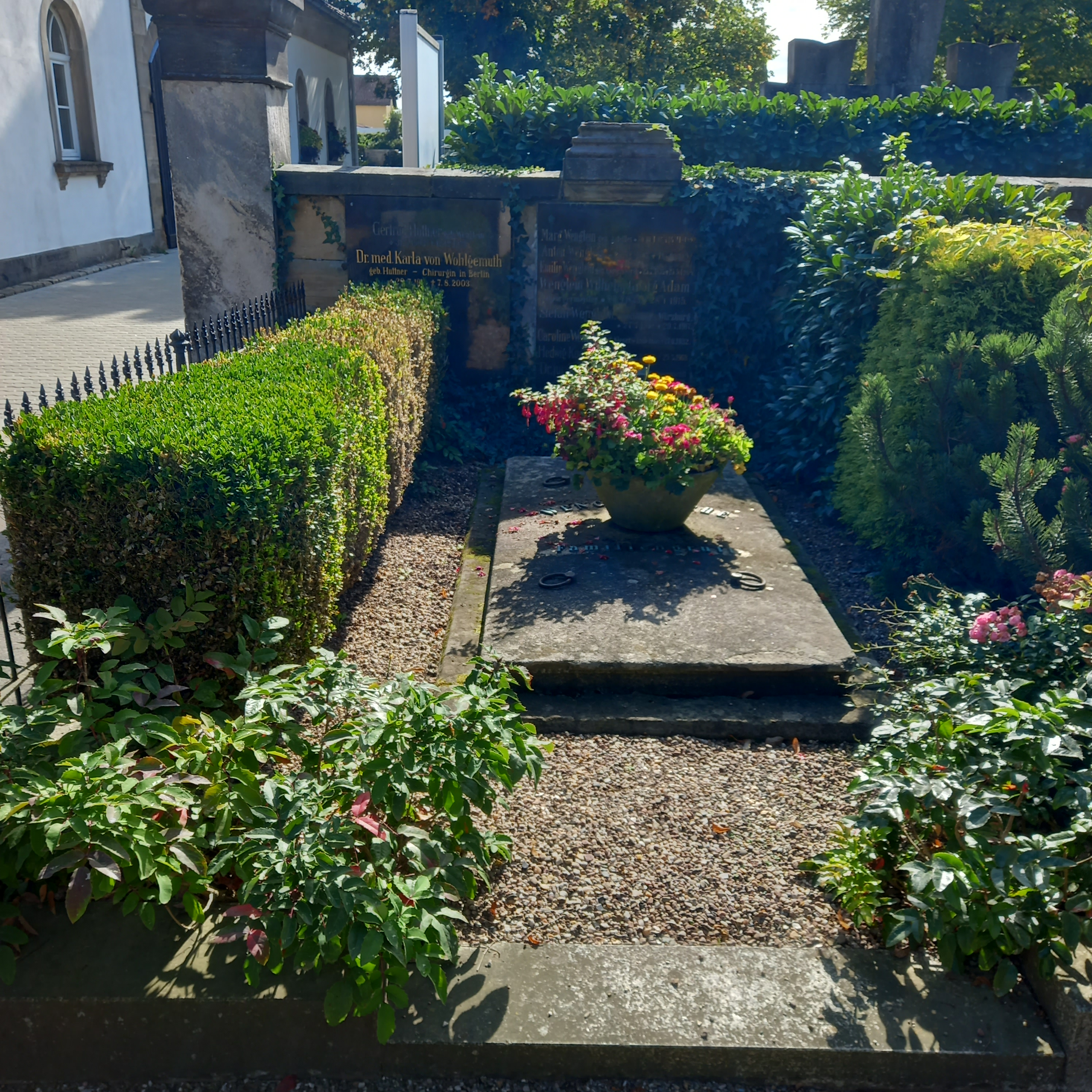
Das Grab von Adam Wenglein und seiner Ehefrau Emilie geborene Kaiserswerth im8 Familiengrab auf dem Friedhof Lichtenfels

Als Sohn eines Kanalbeamten geboren, studierte Wenglein nach dem Besuch des Gymnasiums in Bamberg Pharmazie in Erlangen. Während seines Studiums wurde er 1856 Mitglied der Burschenschaft Germania Erlangen. 1858 wurde er Apotheker in Lichtenfels; 1863 Mitglied des Armenpflegschaftsrates, 1866 dessen Gemeindebevollmächtigter und dann dessen Vorstand. Von 1870 bis 1912 war er Bürgermeister von Lichtenfels. Von 1875 bis 1903 war er für die Nationalliberale Partei Mitglied der Bayerischen Abgeordnetenkammer. Ab Anfang 1881 war er zusätzlich Abgeordneter im Bayerischen Landtag für den ausgetretenen Adam Leffer.

## Ehrungen
- 1895: Ehrenbürger von Lichtenfels
- Verdienstorden vom Heiligen Michael, Verdienstkreuz
- In Lichtenfels wurde eine Straße nach ihm benannt.